# Gheorghe Dima
Gheorghe Dima (dont le prénom est parfois orthographié George) est un compositeur, chef d'orchestre et pédagogue roumain, né le 28 septembre 1847 (10 octobre dans le calendrier grégorien) à Șcheii Brașovului, un quartier de Brașov, et mort le 4 juin 1925 à Cluj-Napoca (à l'époque Cluj). Il est membre honoraire, à partir de 1919, de l’Académie roumaine. 
L’Académie de musique Gheorghe-Dima, une institution universitaire publique fondée en 1919 à Cluj, est nommée ainsi en son honneur.